# Gunniopsis
Gunniopsis (лат.) — род суккулентных растений семейства Аизовые (Aizoaceae), подсемейства Aizooideae, произрастающий на территории Австралии.

## Название
Родовое латинское (научное) название Gunniopsis происходит от названия рода Gunnia (ныне синоним Gunniopsis) и греческого -opsis, — «похожий на».

## Ботаническое описание
Представители рода — небольшие суккулентные кустарники или травы. Растения могут быть однолетними или многолетними. Молодые стебли имеют цилиндрическую или овальную форму в сечении. Междоузлия стебля непрерывные. Высота растений до 1 м или распростертые. Они адаптированы к сухим условиям (ксерофиты). Листья располагаются на стеблях, могут быть мелкими или средними, располагаются противоположно на стебле, с мясистой структурой. Листья прикреплены к стеблю черешками или сидячие, их форма может быть разнообразной — от простой до сложной. Форма листовых пластинок также варьирует — они могут быть плоскими, твердыми, яйцевидными, обратнояйцевидными или линейными. Наличие или отсутствие волосков на растениях разнообразно.

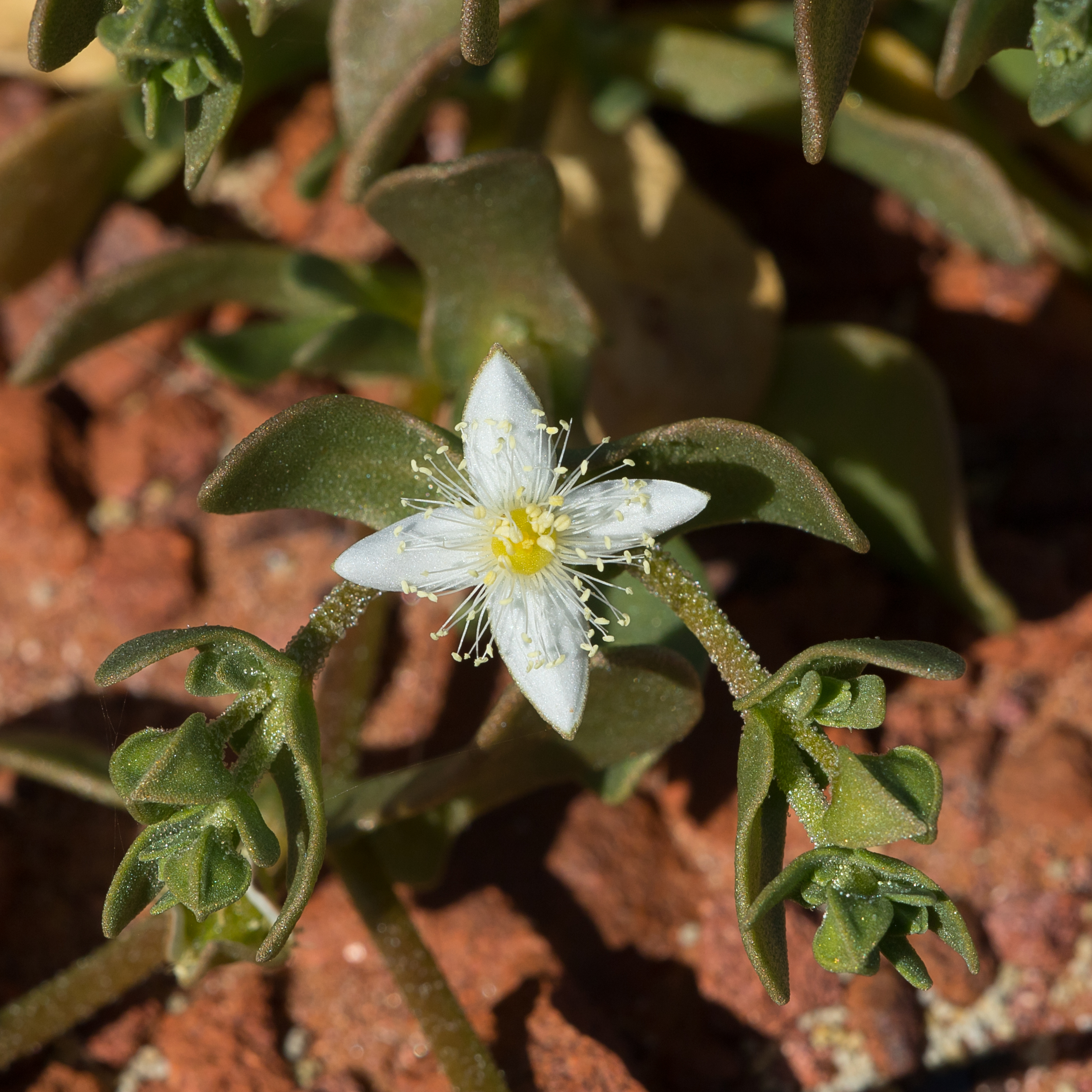
Цветок Gunniopsis papillata

Размножение и опыление происходят через плодовитые цветки, которые являются обоеполыми. Растения гермафродитны и зависят от насекомых для опыления (энтомофильные). Цветки могут быть одиночными или собраными в соцветия. Соцветия могут быть цимозными или головчатыми. Цветки могут быть прикреплены к цветоножке или сидячими, с обычными или маленькими размерами. Чашечка состоит из 4 околоцветных листков, она может быть зеленой снаружи или белой внутри. Андроцей (мужские органы цветка) состоит из 3-5, 8-10 или даже до 200 тычинок. Пыльцевые мешки пыльников открываются продольными щелями, а пыльца выпадает в виде отдельных зерен. Плодолистиков в пестике 4, пестик состоит из 4 плодовых клеток. Плоды не мясистые, раскрываются при намокании. Количество семян в плоде может варьировать от 20 до 100. Семена не содержат эндосперма, но имеют периспермий (мучнистый слой).

## Таксономия
Gunniopsis Pax, первое упоминание в Nat. Pflanzenfam. 3(1b): 44. 1889.

### Синонимы[4]
- Aizoon subgen. Gunniopsis Pax & K.Hoffm.
- Gunnia F.Muell.
- Neogunnia Pax & K.Hoffm.

### Виды

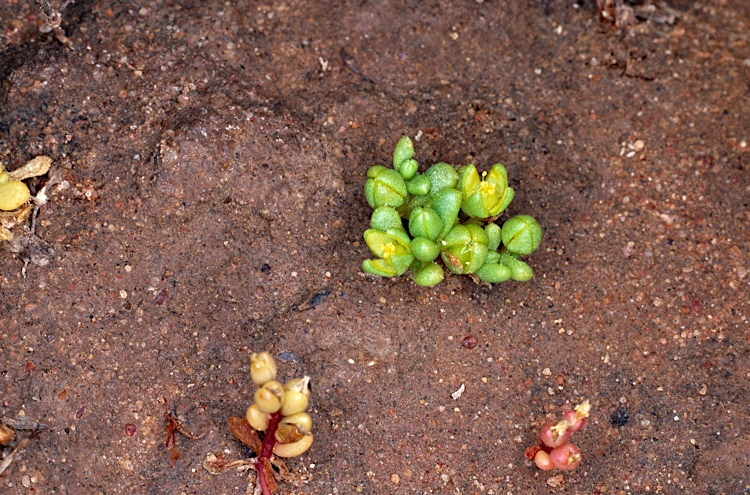
Gunniopsis septifraga

Согласно данным сайта «Список растений Мировой флоры онлайн» на июнь 2023 года, род состоит из 14 видов:
- Gunniopsis calcarea Chinnock
- Gunniopsis calva Chinnock
- Gunniopsis divisa Chinnock
- Gunniopsis glabra (Lehm. ex Ewart) C.A.Gardner
- Gunniopsis intermedia Diels
- Gunniopsis kochii (R.Wagner) Chinnock
- Gunniopsis papillata Chinnock
- Gunniopsis propinqua Chinnock
- Gunniopsis quadrifida (F.Muell.) Pax typus
- Gunniopsis rodwayi (Ewart) C.A.Gardner
- Gunniopsis rubra Chinnock
- Gunniopsis septifraga (F.Muell.) Chinnock
- Gunniopsis tenuifolia Chinnock
- Gunniopsis zygophylloides (F.Muell.) Diels